# ホロコースト教育資料センター
ホロコースト教育資料センター（ホロコーストきょういくしりょうセンター）は、日本の特定非営利活動法人。

## 概要
NPO法人ホロコースト教育資料センター(愛称Kokoro)は、世界への広い視野、寛容な心を育むことを目的として、第二次世界大戦とホロコーストの歴史を教材とした訪問授業を行っている。これまで国内外1,300校の学校や自治体で実施してきた。歴史を鏡にして、問いを引き出し、身近な社会を振り返りながら学び考える場づくりを目指している。

## 年表
- 1998年（平成10年）、東京都・新宿区に展示室を開設。
- 2000年（平成12年）、ポーランドのアウシュヴィッツ博物館より「ハンナのかばん」の貸し出しを受ける。
- 2003年（平成15年）、特定非営利活動法人として東京都から認証を受ける。同センターに実際に届いた展示品「ハンナのかばん」にまつわる実話『ハンナのかばん - アウシュビッツからのメッセージ』が、児童書部門でベストセラーになり、第49回青少年読書感想文全国コンクール課題図書に選定される[2]。展示室を閉じて、全国への訪問授業を開始する。NPO法人格を取得する。
- 2009年（平成21年）、教材「ハンナのかばん」が映画化(Inside Hana's Suitcase)される[3]。
- 2010年（平成22年）、舞台「ハンナのかばん」（劇団銅鑼）が文化庁平成23年度・24年度「次代を担う子どもの文化芸術体験事業」巡回公演事業に採択される[4]。インターネット教材「ハンナのかばん」がNHKの日本賞で第一次審査通過。
- 2011年（平成23年）、新教材パネル「アンネ･フランクと希望のバラ」を制作し、全国の学校へ貸出を始める。
- 2012年（平成24年）、愛称をKokoroとして、新しいキャラクター「ココロ」を発表する。
- 2016年（平成28年）、国連より招待を受け、活動を発表する。[5]
- 2018年（平成30年）、高校生向け『最新図説 政経』(浜島書店)の表紙に「ハンナのかばん」が掲載される。
- 2021年（令和3年）、オンラインプログラム「記憶の文化を育む」を実施。[6]
- 2024年（令和6年）、ドイツ外務省の助成金を得て、若者歴史対話 Bridge Stories across Borders をベルリンで主催する。日独在住の若者21名を招待し、5日間の学びと対話のプログラムを実施。[7]
- 2025年（令和7年）、戦後80年の企画として教育関係者向けのアウシュヴィッツスタディツアーを実施。[8]